# Umask
umask (abreviado de user mask (máscara de usuário) é um  comando e uma função em ambientes POSIX que determinam as permissões padrão para novos arquivos e diretórios criados.
Sistemas Unix modernos permitem que o umask seja especificado em dois possíveis modos:
- Uma permissão padrão, também conhecido como Umask Simbólico. E.g. u=rwx,g=rwx,o=
- Um número octal o qual controla quais permissões serão retiradas de novos arquivos criados, e.g. 007.

Em ambos os casos, lembre-se que a maioria dos sistemas Unix não permite que novos arquivos sejam criados com permissão de execução ativada, não interessando qual umask esteja configurada.

## Umask simbólico
Uma umask ajustada para u=rwx,g=rwx,o= resultará em novos arquivos tendo as permissões rw-rw---- (leia a frase acima), e novos diretórios com permissões rwxrwx---.

### Exemplo sobre umask simbólico
No bash:
```
 $ umask u=rwx,g=rwx,o=
 $ mkdir foo
 $ touch bar
 $ ls -l
 drwxrwx--- 2 dave dave 512 Sep  1 20:59 foo
 -rw-rw---- 1 dave dave   0 Sep  1 20:59 bar
```

## Umask octal
Umasks octais são calculadas via bitwise AND do complemento unitário do argumento (usando bitwise NOT) e o modo de acesso total.
As modificações apenas terão efeito durante a sessão corrente.
O modo de acesso total é 666 para arquivos, e 777 no caso de diretórios.
A maioria dos Unix shells proporciona um comando umask que afeta a todos os processos-filhos executados a partir deste shel. umask usa 777 por padrão tanto para arquivos quanto para diretórios. Se quiser máscaras diferentes para arquivos e diretórios, você deve usar fmask ou dmask.
Um valor comumente usado é 022 (proibindo a permissão de escrita para o grupo e outros), o que assegura que novos arquivos sejam apagados apenas pelo proprietário (i.e. o usuário que o criou). Um outro valor comum é 002, que mantém a permissão de escrita nos arquivos para o grupo do usuário. Isso pode ser usado para arquivos compartilhados com vários usuários trabalhando com os mesmos arquivos.

### Tabela de permissões
- 0 – ler, escrever e executar
- 1 – ler e escrever
- 2 – ler e executar
- 3 – somente ler
- 4 – escrever e executar
- 5 – somente escrever
- 6 – somente executar
- 7 – sem permissões

|       | Arquivo | Arquivo |           |
| Umask | Binário | Texto   | Diretório |
| ----- | ------- | ------- | --------- |
| 0     | r-x     | rw-     | rwx       |
| 1     | r--     | rw-     | rw-       |
| 2     | r-x     | r--     | r-x       |
| 3     | r--     | r--     | r--       |
| 4     | --x     | -w-     | -wx       |
| 5     | ---     | -w-     | -w-       |
| 6     | --x     | ---     | --x       |
| 7     | ---     | ---     | ---       |

Note que o umask faz o inverso do chmod, enquanto por exemplo o chmod com a opção 1 adiciona permissão de execução, o umask faz o inverso, retira tal permissão, logo só necessita aprender um e inverter em seu uso, observando é lógico as nuances entre umask e chmod.

### Exemplos sobre umask octal
Assumindo que o umask tenha o valor 174, qualquer novo arquivo será criado com a permissão 602 e qualquer novo diretório com a permissão 603 pois:
```
666
8
 AND NOT(174
8
) = 602
8
```

enquanto que
```
777
8
 AND NOT(174
8
) = 603
8
```

```
777
8
 = (111 111 111)
2

174
8
 = (001 111 100)
2

NOT(001 111 100)
2
 = (110 000 011)
2

(111 111 111)
2
 AND (110 000 011)
2
 = (110 000 011)
2

     777
8
           NOT (174)
8
          (603)
8
```

No bash:
```
 $ umask 0174
 $ mkdir foo
 $ touch bar
 $ ls -l
 drw-----wx 2 dave dave 512 Sep  1 20:59 foo
 -rw-----w- 1 dave dave   0 Sep  1 20:59 bar
```

Usando a máscara acima, octal 1 proíbe o bit de execução de ser usado, octal 7 proíbe todos os bits do grupo de serem ativados, e octal 4 proíbe o bit de leitura para outros.

## Dicas
- Esteja atento ao fato de que o umask utilizado aplica-se somente ao processo corrente e aos processos-filhos que ele criar.
- Se estiver usando (S)FTP você deve reiniciar o daemon (S)FTP após configurar uma umask. Além disso, você deve reconectar ao servidor a fim de que a nova umask tenha efeito.